# Ina Regen

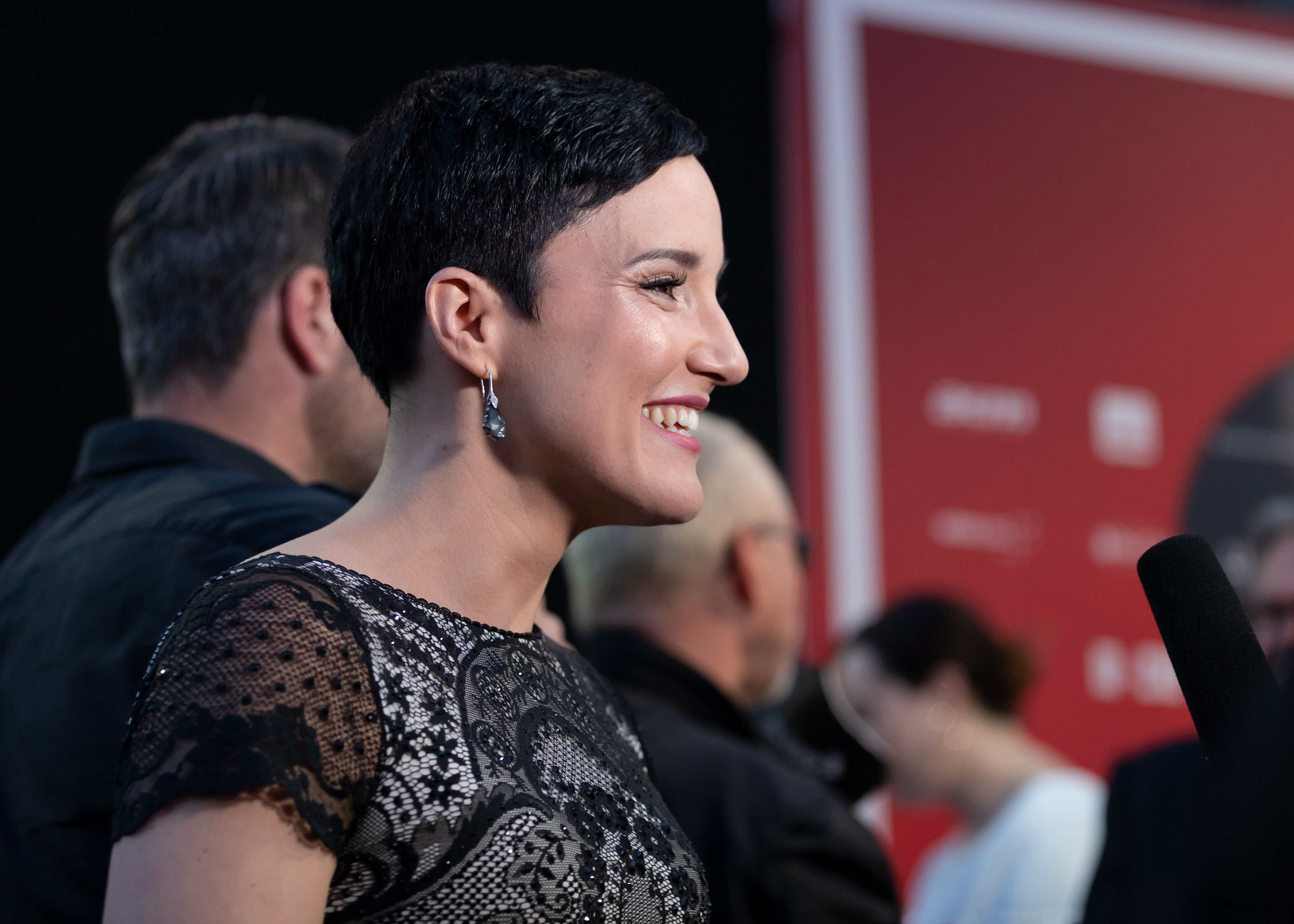
Ina Regen (2019)

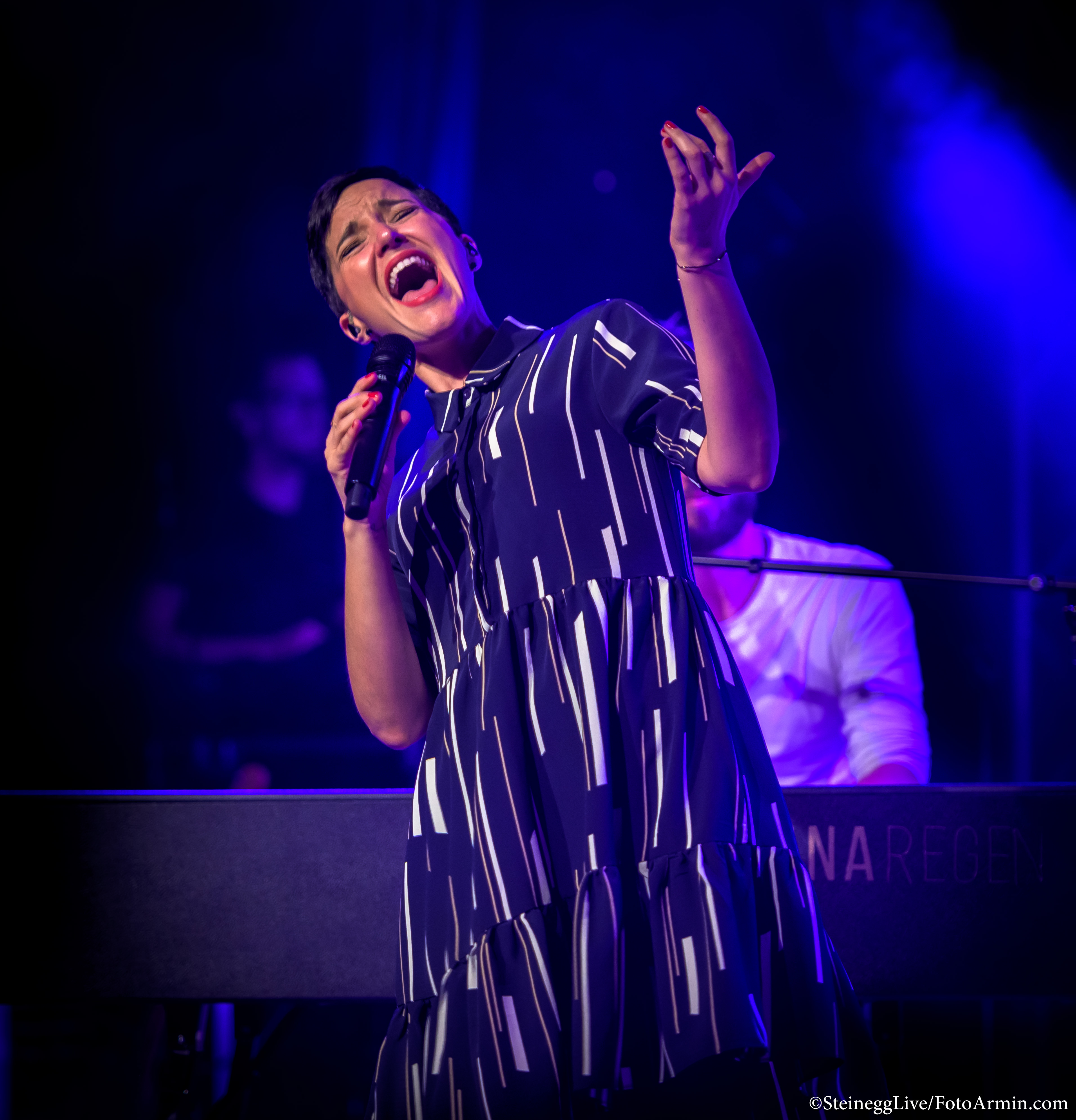
Ina Regen beim Steinegg Live Festival 2019

Ina Regen (* 29. September 1984 in Grieskirchen, Oberösterreich), bürgerlich Regina Mallinger, ist eine österreichische Singer-Songwriterin.

## Leben

### Ausbildung
Regina Mallinger wuchs im oberösterreichischen Gallspach im Bezirk Grieskirchen auf. Nach der Matura studierte sie Jazz- und Populargesang an der Anton Bruckner Privatuniversität in Linz, das Studium schloss sie mit Auszeichnung 2008 ab. Weiterführenden Unterricht erhielt sie in Pop- und Musicalstimmbildung bei Sascha Wienhausen und in Schauspiel bei Kristian Nekrasov. Ab 2009 unterrichtete sie am Oberösterreichischen Landesmusikschulwerk, ab 2012 Gesang an der Musikschule Vöcklabruck. Außerdem begann sie 2003 ein Studium der Sozialwirtschaft an der Universität Linz.

### Tätigkeit als Sängerin
Von 2008 bis 2013 war sie Komponistin und Frontsängerin der Band Beatcollective. Als Musicaldarstellerin war sie unter anderem 2011 in der Uraufführung von Egon Schiele – Das Musical als Edith Schiele bei den Festspielen Gutenstein, 2012 am Künstlerhaus Wien in Gustav Klimt als Helene Flöge zu hören und zu sehen. Im Sommer 2016 übernahm sie bei der österreichischen Erstaufführung des Musicals Artus – Excalibur auf der Felsenbühne Staatz die Rolle der Morgana und im Folgejahr die Maria Magdalena in Jesus Christ Superstar. Sie arbeitete als Backgroundsängerin in Wien und sang unter anderem mit und für Marianne Mendt, Norbert Schneider, Folkshilfe, Lylit, The Makemakes und im Dancing-Stars-Orchester.
Als Komponistin schrieb sie zunächst auf Englisch, später auf Deutsch. Mit der im Dialekt gesungenen und von ihr zusammen mit Florian Cojocaru komponierten Ballade Wie a Kind hielt sie unter dem Künstlernamen Ina Regen im Dezember 2017 Einzug in die österreichischen Singlecharts. Die Debütsingle wurde unter anderem auf Ö3 und Life Radio gespielt. Im Rahmen der ORF-Sendung Österreich rockt den Song Contest, dem österreichischen Vorentscheid zum Eurovision Song Contest 2012, lernte sie Conchita Wurst kennen, wo sie den Backgroundgesang übernahm. Zusammen veröffentlichten sie im Dezember 2017 eine Coverversion von Heast as net von Hubert von Goisern.
2018 veröffentlichte sie die Single Paris und debütierte auf dem Wiener Donauinselfest auf der großen Festivalbühne, wo sie neben Wie a Kind und Paris weitere Stücke aus ihrem Debütalbum Klee präsentierte. Das Album erschien am 2. November 2018. Im September 2018 trat sie bei der Starnacht aus der Wachau auf, im Dezember 2018 war sie eine der vier Kandidaten der Promi-Ausgabe der Millionenshow und in der Helene Fischer Show mit Heast as net im Duett mit Helene Fischer zu Gast.
Mit André Heller sang sie 2019 das Lied Woas ned so für dessen Album Spätes Leuchten ein, mit Josh. das Lied Weil ich’s nicht weiß. Im März 2020 veröffentlichte sie die Single Leuchten aus ihrem zweiten Studioalbum Rot. Im Februar 2021 folgte die Single Fenster. Für das Video zum Lied Jo Na Eh stand sie mit dem Kabarettisten Thomas Stipsits vor der Kamera. Im September 2022 war sie erneut in der Starnacht aus der Wachau zu Gast. Mit der Band Garish und Verena Altenberger nahm sie 2022 das Lied Auf den Dächern auf. Im Februar 2023 erschien die Single A Weg zu mir aus ihrem dritten Album Fast wie Radlfahrn, das sie Anfang März 2023 auf ihrem eigenen Label Nannerl, benannt nach Maria Anna Mozart, veröffentlichte. Der Südtiroler Sänger Max von Milland nahm 2023 mit Ina Regen das Lied Wenn i kannt (I tat’s do sogen)“ auf.
Für ihr Album Was ma heut net träumen (2024) schrieb sie Musik für Orchester und arbeitete mit dem Tonkünstler-Orchester unter Dirigent Vincenz Praxmarer zusammen. Im Mai 2025 veröffentlichte sie die Ballade Liebe ist Widerstand.

### Sonstiges
Beim Eurovision Song Contest 2018 war sie Mitglied der fünfköpfigen österreichischen Fachjury. 2021 war sie neben Tim Bendzko und Fiva Jurymitglied der ORF-Castingshow Starmania 21. Im März 2021 war sie Gastjurorin bei The Masked Singer Austria. Für den Dokumentarfilm Ode an das Erinnern von Produzent Robert Hofferer schrieb sie das Lied Elisabeth tanzt.
Der Künstlername Ina Regen ist eine Anspielung auf ihren bürgerlichen Vornamen Regina.

## Auszeichnungen und Nominierungen
- 2018: Amadeus-Verleihung 2018 – Nominierungen in den Kategorien Song des Jahres (Wie a Kind) und Pop / Rock[36]
- 2019: Amadeus-Verleihung 2019 – Auszeichnung in der Kategorie Album des Jahres für Klee[37][38]
- 2020: Musik-Nachwuchspreisträgerin der Hanns-Seidel-Stiftung[39]
- 2022: Amadeus-Verleihung 2022 – Nominierung in der Kategorie Album des Jahres für Rot[40]
- 2023: Gallspacher Kunst- und Kulturpreis[41][42]

## Auszeichnungen für Musikverkäufe
Anmerkung: Auszeichnungen in Ländern aus den Charttabellen bzw. Chartboxen sind in ebendiesen zu finden.
| Land/RegionAuszeichnungen für Musikverkäufe (Land/Region, Auszeichnungen, Verkäufe, Quellen) | Gold     | Platin | Verkäufe | Quellen |
| -------------------------------------------------------------------------------------------- | -------- | ------ | -------- | ------- |
| Österreich (IFPI)                                                                            | 2× Gold2 | —      | 22.500   | ifpi.at |
| Insgesamt                                                                                    | 2× Gold2 | —      |          |         |